# Albero di Jesse

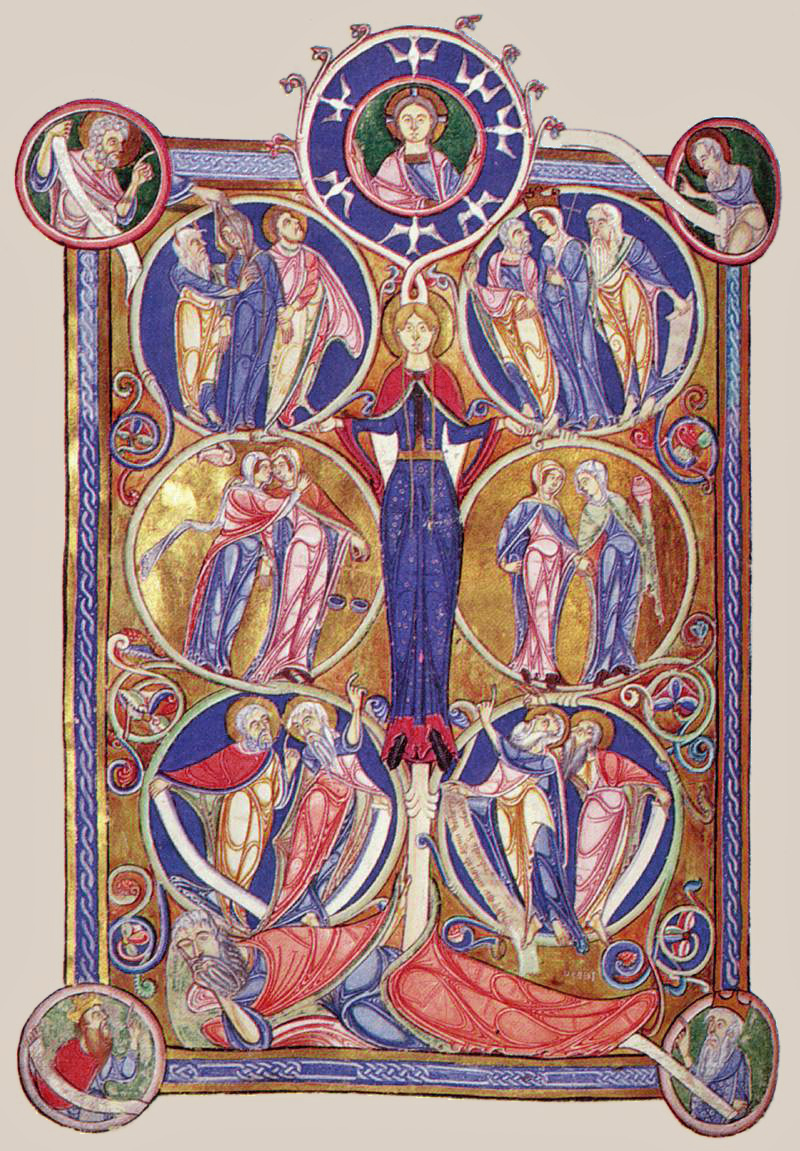
L'albero di Jesse in una miniatura del XII secolo.

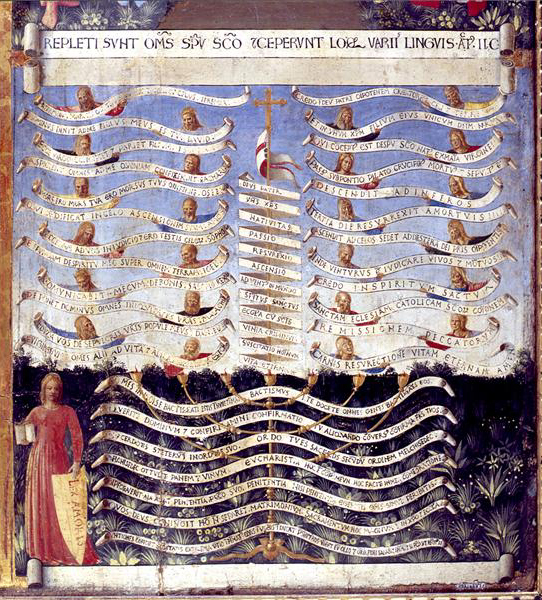
Un pannello dell'Armadio degli Argenti raffigurante la Genealogia di Gesù.

L'albero di Jesse (o Iesse) è un motivo frequente nell'arte cristiana tra l'XI e il XV secolo: rappresenta una schematizzazione dell'albero genealogico di Gesù a partire da Jesse, padre del re Davide, il quale è di particolare importanza nelle tre religioni abramitiche, l'ebraismo, il cristianesimo e l'islam.

## Origine
Il tema iconografico trae spunto da un famoso annuncio messianico contenuto nel capitolo 11 del libro del profeta Isaia (11,1.10) da cui ha origine il suo nome greco. Gli artisti combinarono la frase con la genealogia di Gesù come appare nel vangelo secondo Matteo
o secondo il Vangelo di Luca (3, 23-38), genealogie che tuttavia presentano vistose differenze.
La più antica rappresentazione conosciuta dell'albero di Jesse è datata 1086, e compare nel Codice Vissegradesi, vangelo dell'incoronazione di Vratislao II di Boemia.

## Iconografia

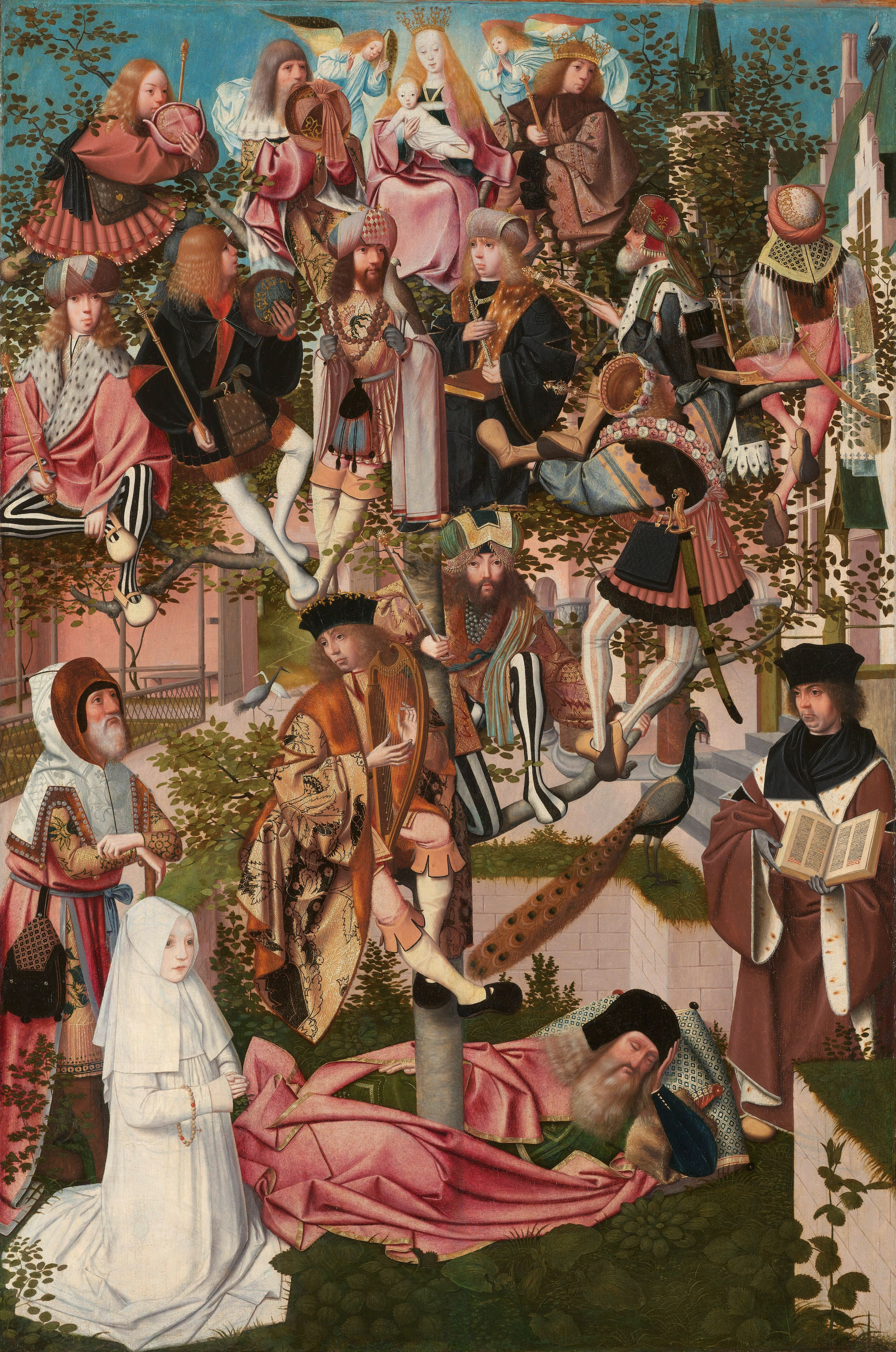
LAlbero di Jesse nel Rijksmuseum di Amsterdam

Jesse viene solitamente rappresentato coricato, semi-coricato o nell'iconografia meno antica seduto.
Nell'arte romanica, solitamente, egli è rappresentato coricato all'aperto mentre in quella gotica appare più spesso dentro ad un letto riccamente adornato, come nelle vetrate della chiesa di Saint-Étienne a Beauvais che datano al 1520.
Spesso Jesse appare addormentato, la testa appoggiata su una mano. Questa posizione è, a volte, associata ad un sogno profetico concernente la discendenza del dormiente.
Dal suo fianco o dal suo ventre o anche dal dorso o più raramente dalla sua bocca, s'innalza un albero i cui rami sorreggono gli antenati di Gesù, in particolare Davide riconoscibile per la sua arpa, fino a Maria. Le vetrate della cattedrale di Chartres rappresentano, dal basso in alto Davide, Salomone, Roboamo, Abias ed infine Maria. Ogni artista, a seconda del testo che ha utilizzato, del proprio gusto e dello spazio che ha a disposizione, aggiunge altri personaggi dell'Antico Testamento, spesso i profeti che gli esegeti del Medioevo pensavano avessero annunciato la venuta di Cristo (sono quattordici sulle vetrate di Chartres). Alla sommità si trova Gesù, a volte in croce, a volte bambino, sulle ginocchia della madre.
Nel XIII secolo, l'albero si sviluppa verticalmente, ed è solo nel XV che comincia a ramificarsi lateralmente. Ancora presente nell'iconografia cristiana del XV sec., il motivo declina nel XVI per scomparire con la Controriforma.
Esistono naturalmente anche altre forme di rappresentazione della genealogia di Gesù, che non utilizzano l'albero di Jesse, il più famoso è quello dipinto nelle lunette della Cappella Sistina da Michelangelo tratto dal Vangelo secondo Matteo.
In pittura è da ricordare l'albero di Jesse dipinto nel Duomo di Monza. Non sono molte le rappresentazioni in scultura; da menzionare quelle della facciata del Duomo di Orvieto, di un portale del Battistero di Parma (portale della Vergine), del timpano del portale centrale (Portale di nostra Signora) della Cattedrale di Rouen nonché la scultura presente nel "Portico de la Gloria" del Santuario di Santiago di Compostela.

## I supporti
L'albero di Jesse è stato un motivo popolare in tutte le arti: si trovano esempi nei manoscritti miniati, le stampe, le vetrate, la scultura monumentale, gli affreschi, le tappezzerie o nei ricami.

### Manoscritti

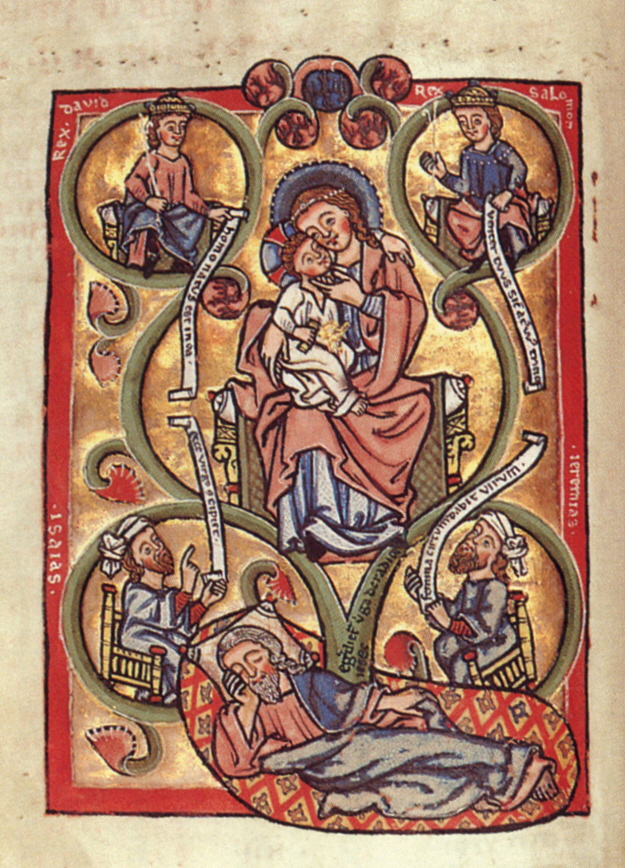
Salterio di Scherenberg, Strasburgo, c. 1260

Il motivo appare in parecchie bibbie romane, ad esempio nella Bibbia di Lambeth, sotto forma di una B maiuscola decorata all'inizio del Libro di Isaia o del vangelo di Matteo. La bibbia di San Benigno, del XII secolo, una delle più antiche che ci sono pervenute, mostra Jesse e le sette colombe rappresentanti i sette doni dello Spirito Santo. La bibbia dei Cappuccini (ultimo quarto del XII sec.) conservata nella Biblioteca nazionale di Francia ne è un altro esempio, l'albero di Jessi decora la L maiuscula del Liber generationis nel vangelo di Matteo.
Poiché il re Davide era considerato l'autore dei Salmi, i salteri erano sovente illustrati con un albero di Jesse, soprattutto i manoscritti inglesi, dove l'albero di Jesse s'arrotola attorno alla B maiuscola del testo latino Beatus Vir all'inizio del primo salmo. Uno dei primi esempi è il salterio di Huntingfield, della fine del XII secolo. La British Library possiede un bellissimo salterio del XIV sec., detto di Gorleston. In questi due esemplari Jesse è allungato ai piedi della lettera B. Si potrebbero citare ancora il salterio di Macclesfield (Fitzmuseum, Cambridge) ed il Salterio e le Ore del duca di Bedford.
Alcuni manoscritti consacrano una pagina intera al motivo, aggiungendovi personaggi, per esempio la sacerdotessa di Apollo Sibilla Cumana del salterio d'Ingeburg (inizio del XII sec.). Presso Colonia, in un lezionario di prima del 1164 si descrive un Jesse insolito, morto in una tomba o bara, da cui l'albero cresce.
Una prestigiosa rappresentazione dell'Albero di Jesse si trova nella cappella Roano (voluta dall'Arcivescovo Giovanni Roano), detta cappella del Crocifisso, sita all'interno del Duomo di Monreale in Sicilia.

## Evoluzione
L'albero di Jesse, contaminato dalla popolarità del tema della parentela santa si modifica fino a diventare, a partire dal X secolo, il modello da cui deriveranno le successive rappresentazioni degli alberi genealogici e in particolare per sintetizzare figurativamente la genealogia delle famiglie reali.
Per Tilde Giani Gallino l'albero di Jesse dell'abbazia di Saint-Denis rappresenta, dissimulato, un fallo di dimensioni sproporzionate. Questa rappresentazione è risultato dell'inconscia compensazione del suo ideatore, l'abate Sugerio, che — sfavorito dalla natura, causa imbecille corpusculum — proiettò, tramite quello che per lui era simbolo di forza e autorità, la sua «volontà di potenza».
L'immagine dell'albero che nasce direttamente dal fianco di Jesse, affermatasi nei secoli XI-XII, ha una sconcertante analogia con la scena in cui si vede Brahmā seduto su un loto che esce dal ventre di Visnù, secondo i testi sacri Veda. Nell'arte romanica i personaggi sono collocati direttamente sui rami e non nei calici dei fiori come avverrà dopo un paio di secoli, analogamente a quanto rappresentato nelle sculture buddhiste in Birmania, Cambogia, Cina ed altre parti dell'Estremo Oriente. Queste immagini si ritrovano a Worms, Issoudun (cappella dell'Ospedale), Rouen (cattedrale), Sens (cattedrale).